# Charaxes regius
Charaxes regius är en fjärilsart som beskrevs av Aurivillius 1889. Charaxes regius ingår i släktet Charaxes och familjen praktfjärilar. Inga underarter finns listade i Catalogue of Life.